# Maraschia grisescens
Maraschia grisescens är en fjärilsart som beskrevs av Ludwig Osthelder 1933. Maraschia grisescens ingår i släktet Maraschia och familjen nattflyn. Inga underarter finns listade i Catalogue of Life.